# أمريكا البرتغالية
أمريكا البرتغالية (بالابرتغالية: América Latina أو América Português) هم سكان أمريكا اللاتينية الذي يتحدثون اللغة البرتغالية عندما كانت مستعمرة تابعه للمملكة البرتغالية. ولا يوجد سوى سكان دولة البرازيل الذي يتحدثون البرتغالية في أنحاء أمريكا اللاتينية جميعها.